# 首次代币发行
首次代币发行（英語：Initial Coin Offering），简称ICO，也称首次代币发售、区块链众筹，是用区块链把使用权限和加密货币合二为一，来为开发、维护、交换相关产品或者服务的项目进行融资的方式。该词是从证券界的IPO（Initial Public Offering），即首次公开募股一词演变而来的。太师币是在2013年发行的第一个ICO，被称为风险投资革命。2016年后，ICO开始在全球流行，至少有18个网站专门提供ICO发售的消息和论坛。根据中国国家互联网金融风险分析技术平台对43家相关平台监测而发布的《2017上半年国内ICO发展情况报告》，仅2017年上半年，中国大陆已完成65个ICO项目，融资规模折合人民币达26.16亿元，参与人次10.5万。加拿大社交媒体看客Kik表示将在2017年内预售看代币（Kin）。
与以盈利为目的、需要证券监管机构审批的企业IPO不同，企业行为有国界、有分红、有股权，能用现金流、资产实力和盈利模式评估。然而，在区块链上发售ICO是社区行为，很难用现金流、资产实力和盈利模式评估，无需证券监管机构审批，其目的是建立一个无需监管、高效便捷、轻所有权、重使用权的共识共享社区。

## 法制监管
与国家法律监管的IPO不同，受共识机制制约的ICO，截至2017年8月在大多数国家还没有受到监管。金融界人士周昆平认为，与比特币一样是“公开的”地下金融，封杀几乎不可能。中国人民银行数字货币研究所所长姚前2017年6月在财新发文称，应该尽快在法律上给予ICO一个说法，一个完整的监管框架，对于促进整个区块链行业健康发展非常重要。
2017年3月21日，日本内阁会议通过了《关于虚拟货币交换业者的内阁府令》，于当年4月1日开始实施。其中规定从事虚拟货币买卖和虚拟货币间交换业务的公司需登记申请并提供有关信息。
2017年7月25日，美国证券交易委员会（SEC）就ICO项目The DAO声明ICO代币可能被视为证券，因此属于SEC的监管范围，需符合相关规定，并提醒投资者谨慎投资。SEC此声明并未将各种ICO代币均视作证券，而是会判断个例。有分析认为，此举将鼓励主流的投资者进入ICO领域。虽然ICO发行者通常会声明不接受美国居民投资，例如EOS项目网站阻止来自美国IP的用户认购，以此回避可能来自美国政府的监管。
2017年8月24日，加拿大证券管理局(CSA)发布了46 – 307号关于ICO代币发行的通知，参照加拿大证券法规监管加密货币发行。
2017年9月4日，中国央行等七部委联合发布防范代币发行融资风险的公告，以涉嫌扰乱金融秩序叫停ICO，要求各类活动应立即停止，已完成发行应组织清退，拒不停止和违法违规行为将被查处。
2017年9月5日，香港證監會發出聲明，提示ICO有機會觸及證券條例，令所有向香港公眾人士發售或給予投資意見的行为都可能受監管。
2017年10月，中东地区的阿布达比环球市场金融服务业监管局宣布正式规管首次代币发行的指引，期望藉此监管区块链行业。

## 特征
与依靠律师会计银行的IPO不同，ICO的发行者使用社交媒体和区块链技术。2017年5月，Mozilla基金會创建者之一Brendan Eich发起的去中心化网页浏览器“Brave”仅30秒就完成了约3千5百万美元的ICO发售。与以重拥有权的IPO不同，投资者们希望通过提升自己参与的ICO社区价值，能达成广泛的共识，得到众人的共享。同年，發行EOS （页面存档备份，存于）代幣的Block.One （页面存档备份，存于）公司創下了7億美元的ICO紀錄，但這些籌集大量資金的項目，現實成果仍然存疑。此外，由於涉及的金額龐大，EOS.IO的ICO亦馬上成為釣魚攻擊的對象。

## 外部連結
- What is an ICO? Initial Coin Offering - Blockchain Tokens （页面存档备份，存于）